# Edwin H. Colbert
Edwin H. Colbert, właśc. Edwin Harris Colbert (ur. 28 września 1905, zm. 15 listopada 2001) – amerykański paleontolog i naukowiec.

## Życiorys
Otrzymał licencjat University Nebraska.
Opisał wiele taksonów i odkrył kilkanaście kompletnych szkieletów dinozaura celofyza (m.in. w Ghost Ranch w Nowym Meksyku). W 1969 roku na Antarktydzie odkrył szkielet lystrozaura. W ten sposób udowodnił hipotezę dryfu kontynentów (skamieniałości tego samego dinozaura zostały odnalezione w Afryce Południowej, a lystrozaur nie był dobrym pływakiem, aby przepłynąć na inny kontynent).
Przez 40 lat pracował w Amerykańskim Muzeum Historii Naturalnej.

## Dzieła
Edwin Harris Colbert był autorem ponad 20 książek i ponad 400 artykułów naukowych.
- 1945: The Dinosaur Book: The Ruling Reptiles and Their Relatives
- 1977: Dinosaur World. – ISBN 978-0-87396-081-6.
- 1983: Dinosaurs : An Illustrated History. – ISBN 978-0-8437-3332-7.
- 1984: The Great Dinosaur Hunters and Their Discoveries. – ISBN 978-0-486-24701-4.
- 1985: Wandering Lands and Animals: The Story of Continental Drift and Animal Populations. – ISBN 978-0-486-24918-6.
- 1989: Digging into the Past: An Autobiography. – ISBN 978-0-942637-08-3.
- 1995: The Little Dinosaurs of Ghost Ranch. – ISBN 978-0-231-08236-5.
- 1997: Age of Reptiles. – ISBN 978-0-486-29377-6.
- 1980: Fossil-Hunter's Notebook: My Life with Dinosaurs and Other Friends. – w/Elias Colbert. – ISBN 978-0-525-10772-9.
- 2001: Evolution of the Vertebrates Colbert's Evolution of the Vertebrates: A History of the Backboned Animals Through Time. – w/Eli C. Minkoff & Michael Morales. – ISBN 978-0-471-38461-8.